# Marayke Jonkers
Marayke Caroline Jonkers (Hobart, Australia, 13 de septiembre de 1981) es una nadadora paralímpica y paratriatleta retirada australiana. Ganó dos medallas de bronce en los Juegos Paralímpicos de Atenas 2004 y una medalla de plata en los Juegos Paralímpicos de 2008, junto con una medalla de bronce en el Campeonato Mundial de Triatlón ITU Budapest 2010.

## Biografía
Jonkers nació el 13 de septiembre de 1981 en Hobart, y su familia se mudó a Queensland cuando era una bebé. Reside en la Sunshine Coast de Queensland. Quedó parapléjica debido a un accidente automovilístico a los ocho meses de edad.  Estudió Comunicaciones y Ciencias Sociales en la Universidad de Sunshine Coast, donde recibió dos títulos de licenciatura. Trabaja como oradora motivacional. En 2009, se convirtió en consultora de empleo graduada para STEPS Disability Qld.   
Como parte de sus estudios universitarios, completó una pasantía con la Australian Broadcasting Corporation trabajando en ABC Online y el programa de televisión Stateline. Ha publicado historias en The Sunshine Coast Daily y The Weekender. Participó respondiendo dudas sobre moda en la edición de abril de 2008 de la revista Link.

## Carrera deportiva
En natación, compitió en la clasificación S5 en estilo libre, mariposa y espalda, así como en los eventos de mezcla individual SM4 y braza SB3. Representa al Club de Natación Maroochydore en competiciones nacionales. Rompió más de 70 récords nacionales de natación australianos en braza, individual, estilo libre y mariposa. También estableció un récord mundial para los 100   m estilo mariposa.  
Comenzó a representar a su estado, Queensland, a los doce años, y representó a Australia por primera vez en 1999, ganando una medalla de oro en los Juegos FESPIC de ese año. Sus primeros Juegos Paralímpicos fueron los  Sídney 2000, donde se colocó en cuarto y sexto lugar. En el Campeonato Mundial de Natación IPC 2002, ganó dos medallas de plata. En los Juegos Paralímpicos de Atenas 2004, ganó dos medallas de bronce de natación en el evento de 150 m femenino Individual Medley SM4 y 50   m Breaststroke SB3. Compitió en los Juegos Paralímpicos de 2008, donde fue una de las nadadoras de mayor edad de Australia. Ganó una medalla de plata en los Juegos en el evento de 150   m Medley SM4 individual con un tiempo de 3: 28.88.  En 2009, estableció un récord mundial en los 150   m individual en los campeonatos nacionales de campo corto de Australia celebrados en Hobart. En 2010, compitió en el Campeonato Multi Class de Queensland Swimming Age. Participó en el evento femenino 100   m braza, terminando tercera con un tiempo de 02: 50.59. En 2010, a sus 30 años, también compitió en el Campeonato Australiano Telstra 2010 en el evento 150   m Medley donde terminó la final con un tiempo de 4: 07.51. También llegó a la final en los 50   m braza. Fue la abanderada de Australia en el Campeonato Mundial de Natación IPC 2010 en Eindhoven, Países Bajos, donde ganó una medalla de bronce en los 50   m breaststroke SB3 y fue parte de los 20 puntos 4 × 50   m en equipo de relevos que rompió un récord de Oceanía.
Su primera competencia de paratriatlón fue un evento social relacionado con el Campeonato Mundial de Triatlón ITU 2009 en Gold Coast. Se convirtió en la primera medallista de paratriatletismo y paratriatlón de Australia cuando compitió en los campeonatos de 2010 en Budapest, ganando una medalla de bronce en la clasificación TRI-1 en un tiempo de 2:12:40, once minutos mejor que su mejor marca personal anterior. Contó con una beca de natación paralímpica del Instituto Australiano del Deporte.
El 9 de diciembre de 2011, anunció su retiro de la natación competitiva debido al síndrome de salida torácica.

## Reconocimiento
Jonkers recibió una medalla deportiva australiana en 2000. A los 23 años, fue nombrada Queensland Young Achiever 2005 por el primer ministro Peter Beattie. En 2007, fue nombrada la ganadora inaugural del "premio femenino intrépido y divertido" de la revista Cosmopolitan, el cual reconoce a las mujeres más inspiradoras de Australia que alientan a otros a perseguir sus sueños. Apareció en la página 76 de Cosmopolitan el mes en que fue reconocida. Utilizó el dinero de su premio para establecer el "Fondo de sueños deportivos", que ayuda a las personas con discapacidad a desarrollar sus talentos deportivos. En 2010, fue nombrada la Sporting Wheelie del Año por la Sporting Wheelies and Disabled Association. En 2011, fue embajadora del día de Australia.